# ماغيراين
ماغيراين (بالإنجليزية: Magerrain)‏ هو أحد جبال سلسلة جبال الألب غلاروس ويقع في كانتون غلاروس/كانتون سانت غالن في سويسرا. يحتل المرتبة رقم 316 في قائمة جبال سويسرا من حيث الارتفاع، إذ يبلغ ارتفاعه حوالي 2524 متر، بينما يبلغ ارتفاع نتوء الجبل 357 متر.